# Stichopogon stackelbergi
Stichopogon stackelbergi är en tvåvingeart som beskrevs av Pavel Lehr 1975. Stichopogon stackelbergi ingår i släktet Stichopogon och familjen rovflugor. Inga underarter finns listade i Catalogue of Life.